# Louis de Caix d'Hervelois
Louis de Caix d'Hervelois /lwi də kɛ dɛʁvəˈlwa/ (Ainval, 1677 – Parigi, 17 ottobre 1759) è stato un gambista e compositore francese.
Louis d'Hervelois de Caix (questo il suo vero nome, ma pubblicava le sue opere sotto quello di Louis de Caix d’Hervelois), nato a Ainval, nell'attuale dipartimento della Somme nel 1677 e morto a Parigi il 17 ottobre 1759, è stato uno degli ultimi grandi compositori della scuola violistica francese. Probabile allievo di Marin Marais, contemporaneo di Roland Marais, di Jacques Morel e di Charles Dollé, ha pubblicato molta musica per la viola da gamba, che all'epoca stava perdendo favore a causa del crescente apprezzamento del violoncello.

## Biografia

### Giovinezza e formazione
Era figlio, unico a quanto pare, del tessitore e carpentiere Louis d’Hervelois (Dervilloix) e di Marie de Caix, sposati nel 1677 a Ainval. Suo nonno Florimond era carpentiere e tessitore, mentre la sua famiglia e quella della moglie contavano molti contadini e manovali, talvolta dei cancellieri e degli osti. La data del decesso dei suoi genitori è sconosciuta, ma erano già morti nel 1714, anno in cui si sposò. La sua ascendenza è dunque modesta, e il suo cognome piuttosto diffuso nella zona. La madre proveniva da una famiglia che aveva posseduto una signoria e aveva conosciuto momenti di gloria fino al XVI secolo, ma era ricaduta nel ceto plebeo nel XVII secolo; essa era comunque ben stabilita nei dintorni di Ainval.
Louis d’Hervelois aveva uno zio, Louis de Caix, al quale la famiglia de Caix fece una donazione l'11 settembre 1678 per costituire una rendita sacerdotale, in modo da permettergli di continuare gli studi nel seminario di Amiens e conseguire il sacerdozio. Ordinato prete nello stesso anno, viene nominato cappellano ordinario della Sainte-Chapelle del Palazzo nel 1684, fino al 1715. In seguito lascerà Parigi per Lione e sembra essere tornato a Parigi prima del 1730. Questo zio resterà per tutta la vita in contatto con Louis d’Hervelois.
Sulla formazione musicale di Louis d’Hervelois nulla sappiamo finché visse in Piccardia, nessuna traccia di lui fra i cantori della Cattedrale di Amiens. Riappare a Parigi il 3 agosto 1697, quando una delibera capitolare della Sainte-Chapelle riporta che il capitolo ha concesso al cappellano ordinario Louis de Caix l'uso di una stanza in modo che il nipote possa esercitarsi con la viola. Louis d’Hervelois era dunque a Parigi in quella data. Era forse rimasto orfano? In ogni caso è lo zio Louis de Caix che veglia su di lui a Parigi. La sua viola apparteneva a François Chaperon (Chapperon), maestro di musica della Sainte-Chapelle, che la lasciò in eredità al proprio domestico l'anno seguente insieme ad altri strumenti. Nel giugno 1738, una nota comparsa sul Mercure de France riferisce che d'Hervelois è stato allievo dell’illustre Marais, come anche François Joseph de Caix (un cugino di Louis), Hilaire Verloge detto Alarius e Forqueray (probabilmente il vecchio). Da tutto questo si può supporre che, dopo essere stato sgrossato da Chaperon, Louis sia stato probabilmente affidato da questi a Marais, dato che Chaperon era stato negli anni 1667-1672 maestro di musica di Marais.

### Mestiere, famiglia e patrimonio

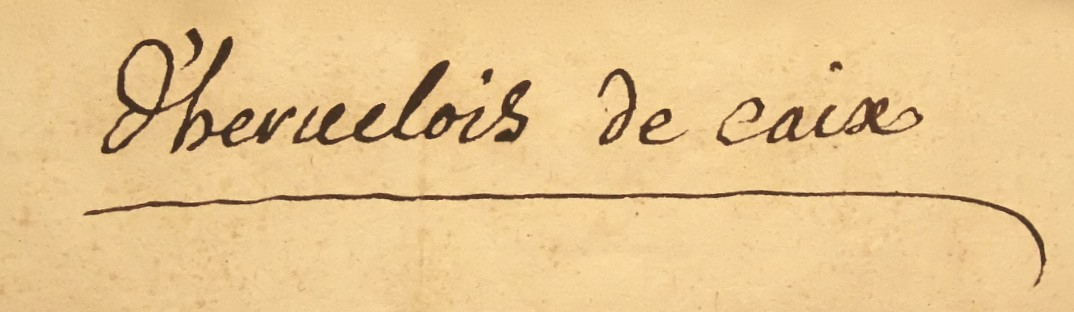
Firma di Louis d'Hervelois de Caix sul suo testamento olografo del 18 ottobre 1759 (Parigi AN : MC/ET/CXII/574A, notaio Jean-François Jourdain).

Di nuovo passano dieci anni senza che si trovino notizie di Louis d’Hervelois, sistematosi a Parigi come insegnante di viola. Continuerà a insegnare questo strumento fino alla morte, pubblicando di quando in quando libri di pezzi per viola o flauto traverso, fra il 1708 circa e il 1753. A Parigi alloggia in vari indirizzi, che ci sono rivelati dalle sue edizioni o dai documenti di archivio:
- 1709, chiostro e parrocchia di Saint-Jacques de la Boucherie
- 1708–1711, rue e parrocchia del Saint-Sauveur
- 1714, rue Michel Le Comte, parrocchia di Saint-Nicolas des Champs
- 1715, rue de la Sourdière, parrocchia di San Rocco
- 1716–1724, rue des Prouvaires (Prouvelles), parrocchia di Sant'Eustachio
- 1724, rue Royale, parrocchia di San Paolo
- fra il 1726 e il 1730, rue de l’Arbre sec, parrocchia di Saint-Germain l’Auxerrois
- fra il 1731 e il 1759, rue du Jour, parrocchia di Sant'Eustachio

Si sposa il 7 febbraio 1714 con Théodore Angélique de Pressigny, vedova di François Anglard, mastro chirurgo e borghese di Montluçon. Fra i testimoni della sposa c'erano il padre Timoléon d'Amorezan de Pressigny e la sua famiglia, e per lo sposo lo zio Louis de Caix déjà citato, cappellano della Sainte Chapelle, Pierre Gouïn de La Lande e Jean-Féry Rebel, entrambi dei Ventiquattro violini del re. Il matrimonio si fece in comunione dei beni, con 10 000 livres portate dalla sposa per comunione e 20 000 livres che restarono a suo nome; il contributo di Louis alla comunione è scarso e non menzionato. A causa di investimenti sfortunati, probabilmente aggravati dalla crisi finanziaria di Law, una sentenza di separazione dei beni viene emessa il 14 giugno 1715. Théodore Angélique morì il 9 maggio 1730, dopo la nascita della figlia Angélique Théodore.
Louis e Théodore Angélique ebbero cinque figli:
- Timoléon Louis, nato infermo a metà dicembre del 1714, messo sotto tutela il 14 ottobre 1746 e trasferito in una pensione religiosa poco dopo, tornato a Parigi alla morte del padre e lì deceduto il 1º gennaio 1792.
- Angélique, nata prima del 1721, sposata il 29 luglio 1744 con Jacques Vermonet (1713 –1784), furiere dell'Artiglieria di Francia e detentore di un ufficio di controllore nella produzione di stoffe (aulneur et visiteur de toile) a Parigi. Muore di parto poco dopo aver messo al mondo Angélique Marie (16 giugno 1747 – 29 marzo 1835), che rappresenta l'unica discendenza vivente di Louis d’Hervelois. Angélique suonava la viola basso ed era - probabilmente - allieva del padre.
- Jean Charles, nato fra l'ottobre 1721 e l'ottobre 1722, che non diede soddisfazione al padre, il quale prima lo fece rinchiudere nella prigione di Saint-Lazare nel 1740 poi lo fece entrare nell'Armata delle Indie. Là, dopo essere salito di grado, aver contribuito a qualche successo militare riportato dalla stampa e ricevuto l’Ordine di San Luigi, cadde in un'imboscata nei pressi del forte di Ganjam, venne fatto prigioniero e morì il 22 marzo 1762.
- Jacques Pierre, morto giovane (vivo nel 1723 e morto prima del luglio 1744).
- Angélique Théodore, nata il 26 aprile 1730 e figlioccia di Louis de Caix. Il 10 agosto 1749 il padre la nomina esecutrice testamentaria e unica erede con l'incarico di difendere gli interessi dei fratelli e delle sorelle; come compenso riceve le case di rue Traversière e di rue du Jour per un valore stimato di 60 000 livres. Sposata il 20 gennaio 1760 con Gilles Boucher de La Richarderie (1713-1827), avvocato nel Parlamento di Parigi e uomo di lettere, si dedicò interamente alla gestione del patrimonio e nessun suo figlio arrivò all'età adulta. Morì giovane il 22 ottobre 1771 e il marito si risposò nel 1772 con Geneviève Jeanne Dauvergne.

Lungo tutta la sua vita Louis d'Hervelois ha messo insieme un patrimonio immobiliare, che ha in parte rivenduto e in parte lasciato in eredità alla famiglia. Riassumendo:
- una casa in rue Royale, comprata nel maggio 1714, finanziata con la dote di Théodore Angélique e non pignorabile, pignorata nel 1715 ma resa nel 1716. Viene ereditata dalla figlia Angélique Théodore e suo marito, che la vendono nel febbraio 1770.
- una casa in rue de la Sourdière, anche questa comprata nel 1714 con la dote della moglie, ma che dovrà essere venduta nel 1716 per risollevare il proprietario.
- una casa in rue de Montreuil, acquistata nel 1719 e rivenduta nel 1755.
- la tenuta e il castello di Montguichet, delle parrocchie di Gagny (Gaigny) et Montfermeil, acquistati nel maggio 1726 da Jean Baptiste Lemercier de La Sal, finanziere, fermier général e allievo di Louis. Probabilmente troppo costosa, la proprietà fu venduta nel 1729 (con le quindici rendite che l'accompagnavano...) a Jean-Baptiste Silva, dottore in medicina della facoltà di Parigi.

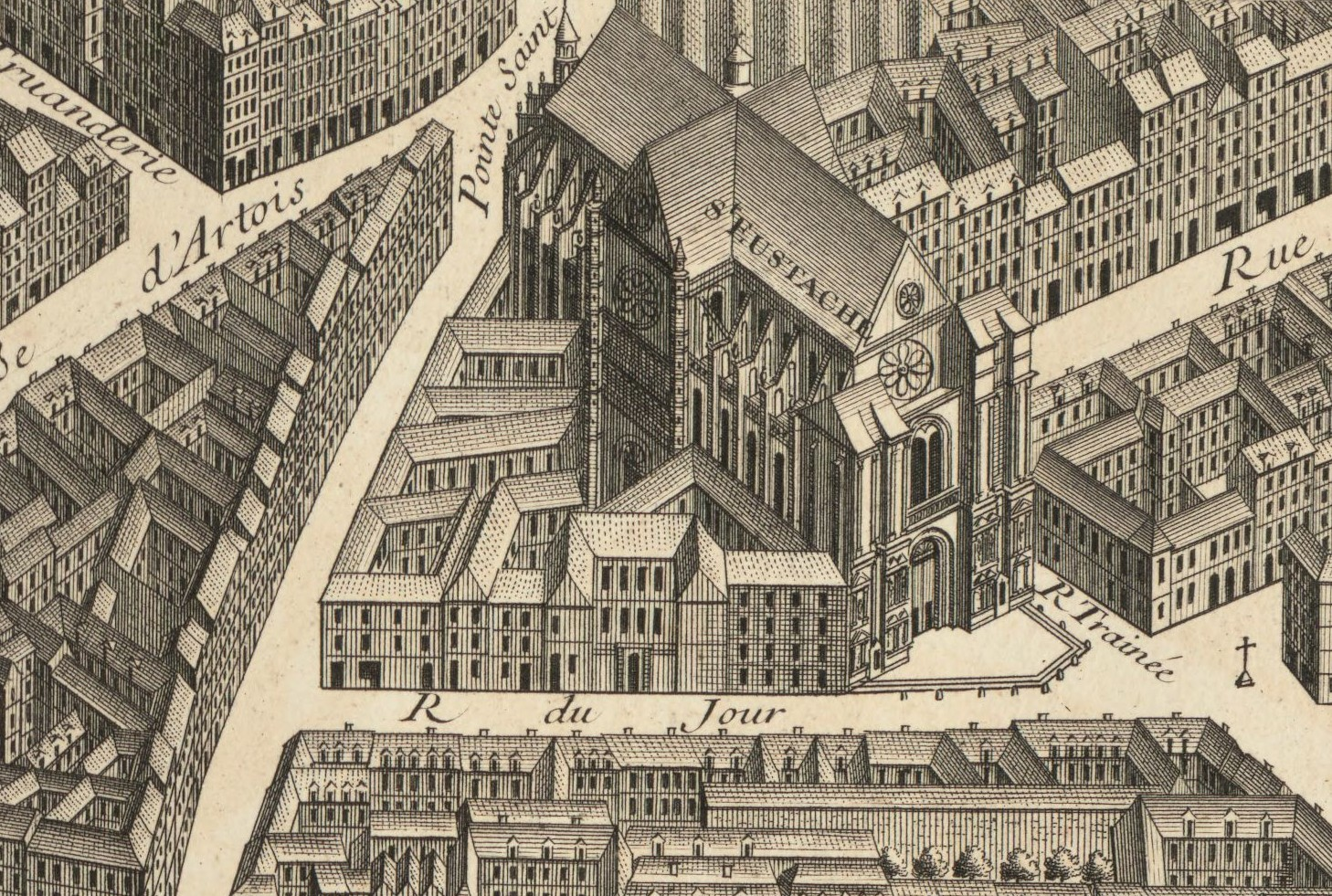
Veduta del quartiere di Sant'Eustachio, con la rue du Jour (Mappa di Turgot).

- una casa della rue du Jour[13], parrocchia di Sant'Eustachio, comprata nel luglio 1730, abitata da Louis fino alla morte e data nel 1758 alla figlia Angélique con riserva di usufrutto. Dopo la morte di Angélique la casa passa al marito, poi agli eredi Vermonet, che la vendono nel 1828.
- una casa acquistata nel febbraio 1737 in rue Simon Lefranc, alla quale Louis aggiunge in seguito tre altre abitazioni adiacenti situate nelle stessa strada e in rue Beaubourg. Dopo alcuni importanti lavori di ristrutturazione vengono rivendute in parte nel 1770 e il resto nel 1821.
- una casa in rue Traversière, acquistata nel gennaio 1739, passata nel 1758 sotto riserva di usufrutto alla figlia Angélique e poi al marito di lei e agli eredi Vermonet, che la vendono nell'agosto 1828.

Un patrimonio importante dunque, che fra gli anni '40 e '50 doveva fornire in affitti un ricavo di circa 10 000 livres all'anno alla famiglia. Il finanziamento di questo patrimonio aveva, oltre alle 20 000 livres portate dalla moglie, reso possibile un numero considerabile di prestiti (rendite) e un pesante indebitamento (arrivato fra le 135 000 e le 140 000 livres verso il 1715...). Dopo alcune rivendite, e dopo aver riprestato per poter saldare i prestiti, Louis ritrova nella seconda metà degli anni '40 una situazione risanata.

### Decesso, testamento e inventario
Louis d’Hervelois de Caix morì il 17 ottobre 1759 e fu sepolto nella chiesa di Sant'Eustachio a Parigi. Il suo decesso è annunciato in Annonces, affiches et avis divers. Il suo testamento, redatto già dal 10 agosto 1749, nomina la figlia Angélique Théodore erede universale ed esecutrice testamentaria. L'inventario dei beni al momento del decesso è stato redatto dal 12 novembre al 5 dicembre 1759. In particolare contiene:
- 31 bassi di viola (basse de viole), 5 viole sopranino (pardessus de viole) e 4 viole soprano (dessus de viole) con 22 archetti
- 410 esemplari dei suoi libri per viola o flauto traverso[16]
- 42 esemplari delle opere di Joseph Bodin de Boismortier, Jean-Baptiste Cupis de Camargo e Louis-Antoine Travenol
- delle ricevute dei rivenditori di musica Marc Bayard e Louis-Balthazar de La Chevardière per il deposito di 25 e 23 dei suoi libri di musica, rispettivamente
- numerosi atti di acquisto, vendita, affitto, tasse e riparazione delle sue case
- i vitalizi che aveva intestato ai figli
- riconoscimenti di debito
- ricevute di mantenimento del figlio infermo Timoléon Louis
- ricevute di capitazione
- contratti di costituzione o ricevute di rendita.

Poco dopo l'inventario, le viole e i libri di musica furono venduti, come testimonia Annonces, affiches et avis divers.
Ma fu soltanto nel 1766 che il lascito di Louis poté essere del tutto sistemato, insieme a quelli della moglie Théodore Angélique († 1730) e del figlio Jean Charles († 1762); il ritardo fu dovuto all'incertezza sulla sorte del figlio Jean Charles in India e alle procedure per recuperare un debito di 79 200 livres contratto dal marchese di Bussy nei confronti del detto figlio.

## Allievi e dedicatari

### Persone identificate
Gli archivi hanno rivelato i nomi di molti allievi del violista. Aggiungendo i nomi dei dedicatari dei suoi libri, si può rintracciare l'ambiente in cui ha trovato la sua clientela: nobili e borghesi amanti dello strumento.
Michel Ferrand è rivelato nel 1709 in un riconoscimento di debito nei confronti del musicista. Si tratta probabilmente del cavaliere dell'Ordine reale di Saint-Louis, signore di Vernay, ex capitano delle Guardie francesi, marito di Anne Marguerite Julie de Violaine, che fa testamento nel 1738 e muore lo stesso anno.
Louis Vatry, avvocato nel parlamento e notaio nello Châtelet di Parigi, fu probabilmente uno di suoi allievi, come lascia pensare il pezzo dal titolo La Vatry del VII libro di viola del 1753. L'inventario redatto al suo decesso riporta «una viola decorata in avorio ed ebano fatta da Louvet nella sua custodia di cuoio nero» e «una viola sopranino nella sua custodia di legno annerito».
Henri de Briqueville è probabilmente l'autore di un'opera rimasta anonima finora: Premier livre de pièces pour la viole contenant quatre suites, Avec la Basse chifrée en partition. Par Mr de B**' Parigi, Vve Boivin, Le Clerc, [1734]. RISM IN 20, Devriès 1976 p. 139. La prefazione, rivolta all'abate Auvé, menziona chiaramente che l'autore ha preso lezioni da Louis d’Hervelois.
Jean-Baptiste Lemercier de La Sal (1680 – 1756) fu inizialmente avvocato in parlamento, titolare di un ufficio di banchiere-spedizioniere in cour de Rome, poi fermier général. Speculatore e finanziere avveduto, mise insieme una fortuna considerevole, conduceva uno stile di vita lussuoso e suonava la viola da amatore. Probabilmente allievo di Marais all'inizio, poi di d’Hervelois, alla morte lasciò sei bassi di viola e tre violini, tutto ciò che occorre per concerti domestici. È dedicatario del III libro di viola - anche un pezzo del II libro porta il suo nome - e fu anche uno dei creditori del musicista nella gestione delle sue rendite. La sorella Suzanne era anch'essa dilettante di musica e possedeva una notevole quantità di musica e un clavicembalo. Catherine Le Mercier de La Sal, altra sorella, ebbe un figlio, François Lefebvre de Larye, musicista dilettante, dedicatario del pezzo omonimo del VI libro di pardessus de viole de Louis d’Hervelois e quasi sicuramente anche della Lefebvre del IV libro di viola. Siamo dunque di fronte a un gruppo famigliare i cui incontri musicali furono probabilmente animati da d’Hervelois.
Jean François Jourdain non è altri che il notaio di Louis d’Hervelois de Caix, presso il quale redasse la maggior parte dei suoi atti dal 1719. Molti prestatori cui Louis di rivolge per finanziare le proprie acquisizioni immobiliari sono clienti di Jourdain, che sembra essere stato un uomo di fiducia del violista. L'inventario alla sua morte riporta due viole, un clavicembalo e un leggio, mentre due pezzi del III e V libro sono intitolati La Jourdain, permettendo di considerarlo verosimilmente fra gli allievi di d’Hervelois.
Jean Henry Louis Orry de Fulvy (1703 – 1751) fu all'inizio consigliere di stato, poi amministratore della Compagnia delle Indie nel 1733, governatore generale delle Isole di Francia, intendente della finanze nel 1737, fondatore nel 1740 della manifattura di porcellana di Vincennes che sarebbe diventata famosa dopo il trasferimento a Sèvres. È autore di qualche canzone nel 1729 e dedicatario del II libro di pezzi per il flauto traverso del 1731. L'inventario fatto alla sua morte rivela un documento raro: un registro di lezioni non pagate e forniture che d’Hervelois gli aveva dispensato:
Registro di lezioni di basso di viola e di viola sopranino date dal signor Loüis Dhervelois de Caix maestro di musica residente in rue du jour parrocchia di sant'Eustachio tanto ha il signor Fulvi secondo i suoi ordini e i vari libri che gli sono stati forniti. Ossia: – per 28 mesi di lezioni di basso di viola e di viola sopranino dall'anno 1738 fino al 1743 per 24 livres al mese... 672 livres, – forniti il 17 maggio 1738 i miei primi due libri di musica per il basso di viola rilegati in bazzana 24 livres, – Il 20 giugno seguente fornito il mio terzo libro di musica non rilegato 5 livres, – Nel 1739 fornito il mio quarto libro di musica non rilegato 6 livres, – In più nel 1742 fornito il mio primo libro per il flauto senza rilegatura 3 livres 10 sous... 10 livres 10 sous – forniti gli stessi libri di flauto nel 1749. Ha riconosciuto senza essere rilegati a 10 livres 10 sous, con fornitura in diverse volte di cinque scatole di pillole di Beloste che ho fatto arrivare dal signor Mr de Caix da Versaille 30 livres – Dei quali il signor Fulvy mi ha pagato tre luigi, restano 686 livres.
In più, l'inventario dei beni dopo il decesso rivela un vecchio basso di viola, due violini e tre archetti, un clavicembalo Ruckers che aveva subito un doppio ravalement, qualche libro di musica e altri due bassi di viola con il loro archetti. A Vincennes disponeva vicino al suo ufficio di un basso di viola, di un viollon de chelles (ossia un violoncello) e di quaranta libri o edizioni musicali, nella sua casa di campagna aveva invece un clavicembalo fatto da Bellot padre e una vecchia spinetta. Inoltre, Orry de Fulvy fu testimone al matrimonio di Angélique d’Hervelois nel 1744.
Come il precedente, Henri Anne René de Rousselé (1688-1767), marchese di Saché (dal 1711 al 1742) proviene da un ambiente sociale molto agiato. Avendo fatto fortuna, organizzava nel suo palazzo di rue Cassette concerti privati che ebbero una certa notorietà, resi possibili da vari strumenti che vi si trovavano (clavecembalo Ruckers, due organi, timpani) e una fornita biblioteca musicale. Louis d’Hervelois gli offre la dedica della propria op. 6 del 1736, e un pezzo intitolato La Saché nella sua op. 3 del 1731. Il marchese possedeva inoltre due bassi di viola, una musette, un flauto, sei violoncelli o bassi di viola, due violini e una viola sopranino. Come per Lemercier, Rousselé fu uno dei creditori di d’Hervelois: questi gli aveva infatti prestato 7000 livres per finanziare una delle case di rue Simon Lefranc.

Anna Enrichetta di Francia al basso di viola ritratta da Jean-Marc Nattier. Castello di Versailles.

Ultima dedicataria, ma non meno importante, Anna Enrichetta di Francia (1727-1752), figlia maggiore di Luigi XV con la sua sorella gemella Elisabetta, riceve nel 1748 la dedica del V libro di viola. Suonatrice di basso di viola, era stata allieva di François Joseph de Caix poi dedicataria nel 1747 dei pezzi per viola di Antoine Forqueray pubblicati dal figlio Jean-Baptiste Antoine Forqueray. La dedica di Louis è trasparente: sa che Anna Enrichetta ha suonato e apprezzato i suoi pezzi per viola e desidera farle l'onore dell'ultimo libro. Non troviamo nessuna offerta di servizio, né menzione a lezioni date, soltanto il saluto di un anziano maestro di 71 anni a una principessa che difende onorabilmente le parti della viola. Jean-Marc Nattier l'ha dipinta, assorta e fresca, in un ritratto postumo di cui si contano più versioni.
Una quarantina di pezzi per viola o per flauto di Louis d’Hervelois portano titoli che possono essere legati alla sua famiglia (La Théodore, L’Angélique, La Marie-Anne de Caix...), alle sue proprietà (La Montguichet, La Silva), alla sua vita (L’Amiénoise, La Lalande...), ad amici musicisti (La Couprin, La Senailler) o ai suoi allievi (La Jourdain, La Larye, La Lemercier...). Questi pezzi rivelano a modo loro tutto un entourage fatto di reti di amicizie e di lavoro.

### Statuto professionale
Dall'osservazione di tutti questi elementi è chiaro che Louis d’Hervelois de Caix ha avuto una carriera di musicista del tutto indipendente, vivendo di lezioni date a borghesi e nobili e dei proventi delle sue edizioni, ma anche - e soprattutto? - della rendita dei suoi possedimenti immobiliari. Non ha mai avuto un posto a corte, a differenza di suo cugino François-Joseph de Caix e del figlio di questi Barthélémy de Caix (che provengono da un ramo della famiglia detto «Caix di Lione»).

## Stile
Con i suoi dieci numeri d'opera, Louis d’Hervelois pubblicò circa 460 pezzi (quantità che lo posiziona appena dietro a Marais). Questi pezzi illustrano piuttosto bene l'evoluzione del repertorio per viola da gamba dell'epoca, che annovera pezzi per viola con basso continuo o per due viole e pezzi per viola sopranino (che si possono anche suonare al flauto traverso) che fanno riferimento a un'estetica più leggera e galante. Il flauto traverso appare inizialmente in questo repertorio per prolungare la buona accoglienza di cui hanno goduto i libri per viola; in seguito viene visto come strumento in grado di sostituirsi alla viola sopranino. Si osserva che la scrittura dei due libri per viola sopranino (1751 e 1753) è volontariamente semplificata per essere accessibile agi strumenti melodici.
Nei suoi primi libri, e sebbene prenda ancora in prestito da Marais i vasti pezzi di carattere ereditati dal secolo precedente (La Magnifique), Caix d’Hervelois già si emancipa e orienta l'ispirazione verso quella che si chiamerà «la petite manière» (La Séjournant). La Reggenza di Filippo II d’Orléans avrebbe presto favorito la nascita di un nuovo stile, incardinato sui piaceri, la fugacità e la leggerezza. La musica segue questa tendenza esprimendosi in movimenti più brevi, più descrittivi, vicini al sentimento umano e facendosi ispirare, come nella Tourterelle o nel Papillon, da una straordinaria infatuazione per il naturalismo.
Nelle opere di Charles Dollé, Jacques Morel, Roland Marais o dello stesso Antoine Forqueray si percepisce nella decade 1720-1730 un vigore straordinario, che si ritrova meno audace in d’Hervelois de Caix ma con altrettanta intelligenza. Così, il Libro V (1748), in cui si trova la suite in mi minore (inizialmente a due viole), si rivela essere un'abile commistione di dolcezza e di foga come la sua Courante dai temi scorrevoli. Più tardi d'Hervelois imita l'effetto della ghironda molto in voga a corte, mentre La Badine evoca lo spirito della conversazione, senza omettere gli strabilianti effetti descrittivi in una formidabile Guitare. Questi effetti descrittivi raggiungono l'apogeo nella Russienne, pezzo senz'altro destinato ad accogliere l'arrivo dello zar Pietro il Grande a Parigi nel 1717, e iniziato qualche anno prima dalla famosa Marche du Czar (Libro II). In quest'ultimo libro si trova anche La Couprin, gradevole momento impregnato di dolcezza in forma di omaggio a François Couperin, senza alcun dubbio.
Se Louis d’Hervelois è essenzialmente noto come violista, sembra che si sia interessato anche al flauto traverso; ciò può essere messo in relazione con il fatto che il flautista e compositore Joseph Bodin de Boismortier (1689-1755) abbia vissuto nella sua casa di rue du Jour fra il 1736 e il 1739. I due musicisti chiaramente si conoscevano e probabilmente furono legati da amicizia; si può ragionevolmente supporre che Boismortier abbia aiutato d'Hervelois de Caix a comporre per il flauto, e allo stesso modo che quest'ultimo abbia consigliato Boimortier sulla tecnica della viola, per la quale ha pubblicato alcuni libri (op. 10 nel 1725, op. 31 nel 1730, op. 61 e 63, 1736-1737, op. 75 nel 1738, op. 92 nel 1741).

## Opere

### Fonti stampate

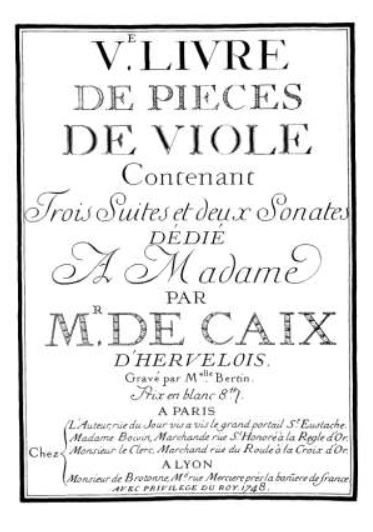
Il V libro di pezzi per viola, 1748.

Louis d’Hervelois de Caix ha fatto pubblicare 10 opere, delle quali sette per le viole (basso di viola con basso continuo, due viole o viola sopranino) e tre per flauto traverso e basso continuo. La cronologia dovrebbe essere stabilita in questo modo:
- Premier livre de pièces de viole avec la basse continue, Parigi, autore e Foucault (1708-1711, poi ristampe 1719-1720 e 1731). RISM C 38. Riedizione ad Amsterdam, presso Estienne Roger poi Michel Charles Le Cène, verso il 1712. RISM CC 38a et 38b. Copia digitale[collegamento interrotto] disponibile su Gallica.
- Second livre de pièces de viole avec la basse continue..., Parigi, autore e Foucault (1719-1720). RISM C 39. Riedizione ad Amsterdam presso Michel Charles Le Cène [1721]. RISM C 40. Menzione un privilegio ottenuto il 4 novembre 1719 per « vari pezzi di musica sia vocale che strumentale e per il basso di viola a due o più parti, di propria composizione », privilegio rinnovato nel 1731. Copia digitale[collegamento interrotto] disponibile su Gallica.
- Pièces pour la flûte-traversière, avec la basse continue... la plupart de ces pièces ont été recueillies dans les livres de violes de l’auteur, Parigi, autore e Boivin, 1726. RISM C 41.
- Deuxième recueil de pièces pour la flûte traversière avec la basse..., Parigi, autore e Boivin e Le Clerc, 1731. RISM C 42. Dedica a M. Orry de Fulvy.
- Troisième œuvre... contenant quatre suites de pièces pour la viole avec la basse chiffrée en partition, Parigi, autore e Boivin e Le Clerc, 1731. Dedica Jean-Baptiste Le Mercyer de La Sal. RISM C 43. Copia digitale disponibile su Gallica.
- Sixième œuvre contenant quatre suites pour la flûte traversière avec la basse qui conviennent aussi au pardessus de viole, autore e Vve Boivin e Le Clerc, 1736. Dedica al marchese de Saché. RISM C 44.
- IVe livre de pièces à deux violes contenant II suites et III sonates..., Parigi, autore e Boivin e Le Clerc, 1740 (2 stampe), RISM C 45. Copia digitale disponibile su Gallica.
- Ve livre de pièces de viole contenant trois suites et deux sonates..., Parigi, autore e Mme Boivin e Le Clerc; Lione, De Bretonne, 1748. Dedica a Madame [Enrichetta di Francia]. RISM C 46. Copia digitale disponible su Gallica.
- VIe livre. Pièces pour un pardessus de viole à cinq et six cordes avec la basse contenant trois suites qui peuvent se jouer sur la flûte... IXe œuvre, Parigi, autore e Mme Boivin e Le Clerc e Mme Castagnéry; Lione, de Bretonne, 1751. RISM C 47.
- Ve [sic per VIIe] livre. Pièces pour un pardessus de viole à cinq et six cordes avec la basse qui peuvent se jouer sur la flûte... Xe œuvre, Parigi, autore; Lione, de Bretonne, 1753. RISM C 48. COpia digitale disponibile su Gallica.

Qualche pezzo di d’Hervelois de Caix è ripreso in raccolte stampate o incise:
- un pezzo (Le Rossignol) in Les Parodies nouvelles et les vaudevilles inconnus, Livre second, Parigi, Jean-Baptiste Christophe Ballard, 1731. RISM B-II p. 280.
- La Musette e La Gracieuse nel Nouveau recueil de vaudevilles et autres airs choisis, ajustés en duo, pour les musettes et vielles [a cura di E. P. Chédeville]..., Parigi, Chédeville, [1737]. RISM B-II p. 264.
- gli stessi nel Dixième recueil de vaudevilles, et autres airs choisis, ajustés en duo, pour les musettes et vielles... [a cura di E. P. Chédeville], Parigi, Chédeville, Mme Boivin, Le Clerc, [c. 1737-1740]. RISM B-II p. 337.
- La Marche du Czar in Toussaint Bordet, Méthode raisonnée pour apprendre la musique... Livre premier, Parigi, l'autore, 1755.

### Fonti manoscritte
Le fonti manoscritte semplicemente riprendono pezzi stampati, ed essenzialmente quelli dei primi due libri per viola. Alcuni pezzi si trovano nelle fonti seguenti:
- Un pezzo in Berlin SBPK: Mus. Ms. 30320 [raccolta di pezzi per viola di Jean-Baptiste Forqueray, Marin Marais e d’Hervelois de Caix, scritto nel periodo 1850-1900].
- Un pezzo in Chaumont MLA: MS. 219. Violino primo [-secondo] minuetti, fanfare, arie grandi e piccole variamente distribuiti.
- Sette pezzi in Copenhague KB: CI, 10; mu 6403.2402, libro per viola sopranino di Mlle Rochette, Nantes, 1758.
- Un pezzo in Foix BM: MS. 45. [manoscritto anonimo contenente pezzi per viola di Marin Marais, Roland Marais, Caix d’Hervelois e in misura maggiore di anonimi].
- Tre pezzi di Karlsruhe BLB: Mus. Hs. 937. [raccolta di pezzi per flauto e basso di d’Hervelois de Caix, François Couperin e anonimi, redatto nel periodo 1730-1750]. Gli stessi sono ripresi come ultimi tre movimenti di una sonata per flauto e basso nel manoscritto Mus. Hs. 1097 della stessa biblioteca (periodo 1750-1770).
- Un pezzo in Le Mans MLA: MS. 381 Réserve. Raccolta di piccoli pezzi di musica per la musette, appartenente all'abbazia di La Couture, 1786.
- Tre pezzi di Le Mans MLA: MS. 413 Réserve. Raccolta di pezzi per ghironda della marchesa di Vibray, dopo il 1746.
- L'inizio della prima suite del Premier livre in Londres BL, Madrigal Society collection: F.78. [Copia di pezzi vocali, profani o sacri, inglesi o continentali, del XVI, XVII e XVIII socolo, periodo 1750-1800].
- Sei pezzi in Paris Ars: MS. 2547. Raccolta di pezzi per ghironda [metà del XVIII secolo].
- Quattordici pezzi in Paris BNF (Mus.): RES-F-1059. Suite di pezzi di musica per 2 oboi (trascrizione di pezzi di François Couperin, Louis d’Hervelois de Caix, Marin Marais, François Duval, Marchand e anonimi).
- Dodici pezzi in Paris BNF (Mus.): RES F-1122 (BIS 4). Sonata Valentini (raccolta manoscritta di 8 sonates per 2 strumenti melodici di Giuseppe Valentini e di 12 pezzi per viola di Louis d'Hervelois de Caix), circa 1730-1740.
- Almeno due pezzi in Paris BNF (Mus.): RES-1177. Arie scelte per ghironda con principi generali.
- Tre pezzi in Paris BNF (Mus.): RES VMC-MS-85 (raccolta manoscritta di arrangiamenti per viola sopranino di Marin Marais, François Couperin, Louis d’Hervelois de Caix, Antoine Forqueray, Jean-Marie Leclair, con pezzi vocali]. Prov. Leblanc.
- Sette pezzi in Paris BNF (Mus.): VM7-6296. Raccolta di pezzi per viola con il basso tratti dai migliori autori Marais padre, Roland Marais, Forcroy [Forqueray], de Caix e altri.